# Spencer Haywood
Spencer Haywood (né le 22 avril 1949, à Silver City, Mississippi) est un joueur américain de basket-ball.

## Biographie

### Formation

#### Lycée
En 1964, Haywood déménage à Détroit, Michigan, où il intègre le lycée « Pershing ». En 1967, Haywood mène l'école au titre de champion de l'État qui devient la première école publique du Michigan à remporter le titre de champion de l'État en 37 ans.

#### Université et Jeux olympiques
Haywood intègre Trinidad State Junior College à Trinidad, Colorado lors de la saison 1967-1968, où il réalise des moyennes de 28,2 points et 22,1 rebonds par match. Grâce à ses performances exceptionnelles, Haywood est sélectionné dans l'équipe américaine pour les Jeux olympiques 1968. Haywood est le meilleur marqueur de la sélection avec 16,1 points par match et détient le record américain du meilleur pourcentage de réussite aux tirs (71,9 %) ,.
Haywood est transféré à l'Université de Detroit plus tard lors de cette année et devient le meilleur rebondeur de National Collegiate Athletic Association (NCAA) avec une moyenne de 21,5 rebonds par match tout en inscrivant 32,1 points par match lors de la saison 1968-1969. Il décide de passer professionnel à l'issue de son année sophomore, deuxième année, mais les règles de la National Basketball Association imposent alors qu'un joueur doit être diplômé pour pouvoir intégrer la ligue et il ne put donc intégrer la NBA. En conséquence, il rejoint les Rockets de Denver de l'American Basketball Association (ABA).

### Parcours professionnel

#### Saison rookie ABA
Spencer Haywood signe un contrat de 6 ans pour 1,9 million de dollars avec les Rockets de Denver équipe de l'American Basketball Association (ABA) (ancêtres des Nuggets de Denver).
Ses parents ne touchant que 2$ par jour, il accepte sans se poser de questions.
Haywood est le meilleur marqueur de la ABA avec une moyenne de 30,0 points par match et le meilleur rebondeur avec une moyenne de 19,5 rebonds par match. Il fut nommé à la fois ABA Rookie of the Year et ABA MVP lors de sa saison rookie (1969-1970), et devient le plus jeune lauréat du trophée de MVP à l'âge de 21 ans. Ses 19,5 rebonds de moyenne par match est la plus forte moyenne de l'histoire de la ABA. Haywood remporte aussi le titre de MVP du ABA All-Star Game cette même année avec 23 points, 19 rebonds et 7 contres avec l'équipe de l'Ouest.

#### Passage enNBAet affaire "Haywood v. National Basketball Association"
La première saison spectaculaire d'Haywood le pousse à renégocier son contrat. Il comprend alors que 1,5 million de ses 1,9 million de dollars lui seront versés sur deux décennies seulement après ses 40 ans, et si et uniquement si, Haywood honore entièrement ses 6 années de contrat avec Denver.
Cette magouille connue comme le Dolgoff Plan, était régulièrement utilisée par la ABA pour profiter de jeunes prospects un peu naïfs. Conscient qu'il s'est fait avoir, Haywood rompt son contrat et en signe un nouveau avec les SuperSonics de Seattle en NBA. Or l'article 2.5 de la constitution de la ligue est alors encore en vigueur, qui ne l'autorise pas à fouler les parquets.
il est ainsi hué dans les plupart des salles NBA, il est traité comme un paria. Lors d'un match, l'annonceur va même très loin en annonçant : « Ladies and gentlemen, we have an illegal player on the court » (« Mesdames et Messieurs, nous avons un joueur illégal sur le parquet ») en référence à Haywood.
Revanchards, les Rockets parviennent même à faire invalider son contrat.
En 1970, le joueur soutenu par Sam Schulman, le propriétaire des Sonics, décidé alors d'attaquer la NBA en justice. C'est le début de l'affaire Haywood v. National Basketball Association, qui l'emmène jusqu'à la Cour suprême. La cour autorise le plaignant à jouer en attendant que la décision soit rendue.
Les critiques vis-à-vis d'Haywood se font de plus en plus virulentes. Un soir, il doit même être évacué de la salle devant l'hostilité des spectateurs. Le jeune homme tient bon et la justice finit par lui donner raison.
La hardship rule voit ainsi le jour. Les joueurs sont autorisés à se présenter à la draft NBA avant la fin de leur cursus universitaire. Pour cela, ils doivent prouver qu'ils se trouvent (eux et leur famille) dans une situation financière et/ou scolaire difficile. Cette règle ouvrira la voie aux futures générations de basketteurs de Moses Malone à Kevin Garnett en passant par LeBron James.
Il déclare quelques années plus tard : « J'ai défendu les droits des joueurs, mais au fond ce n'était pas pour eux. C'était pour le droit de ma mère de sortir des champs de coton. Pour que ma famille ne se mette plus jamais à genoux.» Le combat d'une vie.

#### Carrière NBA
Haywood fut nommé dans la All-NBA First Team en 1972 et 1973 et dans la All-NBA Second Team en 1974 et 1975. Ses moyennes de 29,2 points par match lors de la saison 1972-1973 et ses 13,4 rebonds par match lors de la saison 1973-1974 demeurent toujours des records individuels pour un joueur des SuperSonics. Haywood participe à quatre NBA All-Star Games sous les couleurs de Seattle, dont une performance de 23 points et 11 rebonds en 1974. Lors de la saison 1974-1975, il aida les SuperSonics à rejoindre pour la première fois les playoffs. Au total, lors de ses cinq saisons avec Seattle, Haywood compile des moyennes de 24,9 points et 12,1 rebonds par match.
En 1975, les Supersonics le transfèrent aux Knicks de New York où il est associé à Bob McAdoo. Haywood joue ensuite pour le Jazz de la Nouvelle-Orléans, les Lakers de Los Angeles et les Bullets de Washington. Il remporte une bague de champions avec les Lakers lors de la saison 1979-1980, mais ne dispute aucun match de playoffs pour cause de suspension pour dopage.
Il fut marié au top-model somalien Iman.
Le numéro 24 de Haywood est retiré par les SuperSonics lors d'une cérémonie à la mi-temps d'un match le 26 février 2007.
Il est introduit au Naismith Memorial Basketball Hall of Fame en septembre 2015.

## Statistiques
gras = ses meilleures performances

### Universitaires
Statistiques en université de Spencer Haywood
| Saison    | Équipe       | Matchs | % Tir | % LF | Rbds/m. | Pts/m. |
| --------- | ------------ | ------ | ----- | ---- | ------- | ------ |
| 1968-1969 | Détroit (en) | 24     | 56,7  | 76,8 | 22,1    | 32,1   |
| Carrière  | Carrière     | 24     | 56,7  | 76,8 | 22,1    | 32,1   |

### Professionnelles

#### Saison régulière
Légende :
| Champion NBA | MVP de la saison | Recrue/rookie de la saison | Meilleur joueur de cette catégorie statistique de la saison |

gras = ses meilleures performances
Statistiques en saison régulière de Spencer Haywood
| Saison        | Équipe              | Matchs | Titul. | Min./m | % Tir | % 3pts | % LF | Rbds/m. | Pass/m. | Int/m. | Ctr/m. | Pts/m. |
| ------------- | ------------------- | ------ | ------ | ------ | ----- | ------ | ---- | ------- | ------- | ------ | ------ | ------ |
| 1969-1970     | Denver (ABA)        | 84     | 84     | 45,3   | 49,3  | 0,0    | 77,6 | 19,5    | 2,3     | —      | —      | 30,0   |
| 1970-1971     | Seattle             | 33     | —      | 35,2   | 44,9  | —      | 73,4 | 12,0    | 1,5     | —      | —      | 20,6   |
| 1971-1972     | Seattle             | 73     | 73     | 43,4   | 46,1  | —      | 81,9 | 12,7    | 2,0     | —      | —      | 26,2   |
| 1972-1973     | Seattle             | 77     | 77     | 42,3   | 47,6  | —      | 83,9 | 12,9    | 2,5     | —      | —      | 29,2   |
| 1973-1974     | Seattle             | 75     | 75     | 40,5   | 45,7  | —      | 81,4 | 13,4    | 3,2     | 0,9    | 1,4    | 23,5   |
| 1974-1975     | Seattle             | 68     | 67     | 37,2   | 45,9  | —      | 81,1 | 9,3     | 2,0     | 0,8    | 1,6    | 22,4   |
| 1975-1976     | New York            | 78     | 78     | 37,1   | 44,5  | —      | 75,7 | 11,3    | 1,2     | 0,7    | 1,0    | 19,9   |
| 1976-1977     | New York            | 31     | 26     | 32,9   | 45,0  | —      | 83,2 | 9,0     | 1,6     | 0,5    | 0,9    | 16,5   |
| 1977-1978     | New York            | 67     | 57     | 26,3   | 48,4  | —      | 71,1 | 6,6     | 1,9     | 0,6    | 1,1    | 13,7   |
| 1978-1979     | New York            | 34     | 18     | 30,1   | 48,9  | —      | 73,3 | 6,1     | 1,6     | 0,3    | 0,9    | 17,8   |
| 1978-1979     | La Nouvelle-Orléans | 34     | 33     | 39,4   | 49,7  | —      | 84,9 | 9,6     | 2,1     | 0,9    | 1,6    | 24,0   |
| 1979-1980     | L.A. Lakers         | 76     | 13     | 20,3   | 48,7  | 25,0   | 77,2 | 4,6     | 1,2     | 0,5    | 0,8    | 9,7    |
| 1981-1982     | Wasington           | 76     | 63     | 27,4   | 47,6  | 0,0    | 84,2 | 5,6     | 0,8     | 0,6    | 0,9    | 13,3   |
| 1982-1983     | Wasington           | 38     | 25     | 20,4   | 40,1  | 0,0    | 72,4 | 4,8     | 0,8     | 0,3    | 0,7    | 8,2    |
| Carrière      | Carrière            | 844    | 689    | 34,8   | 46,9  | 5,3    | 79,6 | 10,3    | 1,8     | 0,6    | 1,1    | 20,3   |
| All-Star Game | All-Star Game       | 5      | 4      | 27,2   | 46,2  | —      | 84,6 | 10,0    | 1,6     | 0,0    | 1,5    | 14,2   |

#### Playoffs
Légende :
| Champion NBA | Meilleur joueur de cette catégorie statistique de la saison |

Statistiques en playoffs de Spencer Haywood
| Saison   | Équipe       | Matchs | Titul. | Min./m | % Tir | % 3pts | % LF  | Rbds/m. | Pass/m. | Int/m. | Ctr/m. | Pts/m. |
| -------- | ------------ | ------ | ------ | ------ | ----- | ------ | ----- | ------- | ------- | ------ | ------ | ------ |
| 1970     | Denver (ABA) | 12     | 12     | 47,3   | 51,1  | 20,0   | 83,1  | 19,8    | 3,3     | —      | —      | 36,7   |
| 1975     | Seattle      | 9      | 9      | 37,4   | 35,9  | —      | 77,0  | 9,0     | 2,0     | 0,8    | 1,2    | 15,7   |
| 1978     | New York     | 6      | 2      | 29,5   | 50,6  | —      | 100,0 | 7,0     | 2,0     | 0,3    | 0,8    | 16,2   |
| 1980     | L.A. Lakers  | 11     | 0      | 13,2   | 47,2  | 0,0    | 81,3  | 2,4     | 0,4     | 0,0    | 0,5    | 5,7    |
| 1982     | Washington   | 7      | 7      | 33,0   | 49,6  | —      | 74,3  | 5,6     | 1,0     | 0,6    | 2,0    | 20,0   |
| Carrière | Carrière     | 45     | 30     | 32,4   | 47,9  | 16,7   | 80,6  | 9,4     | 1,8     | 0,4    | 1,1    | 19,6   |